# The Stranger Within
|  | Denne artikel er oprettet af botten PalnaBot ud fra en ekstern database. Den kan derfor have sproglige fejl eller mangler. Denne skabelon kan fjernes efter kontrol af indholdet. |

The Stranger Within er en film instrueret af Adam Neutzsky-Wulff efter eget manuskript.

## Handling
Skuespilleren Emily har oplevet en traumatisk kidnapning og er nu på ferie ved Middelhavet med sin mand, psykiateren Robert. Men heller ikke her får Emily fred. En panisk kvinde kontakter parret og beretter en frygtelig historie om, at hendes kæreste er død i bjergene. Robert vil gerne hjælpe kvinden, men Emily kan hurtigt mærke, at alt ikke er, som det bør være.